# Agua Salada, Guanajuato
Agua Salada är en ort i Mexiko.   Den ligger i kommunen San Miguel de Allende och delstaten Guanajuato, i den centrala delen av landet, 250 km nordväst om huvudstaden Mexico City. Agua Salada ligger 1 995 meter över havet och antalet invånare är 149.
Terrängen runt Agua Salada är platt åt nordost, men åt sydväst är den kuperad. Runt Agua Salada är det ganska tätbefolkat, med 96 invånare per kvadratkilometer. Närmaste större samhälle är Xoconoxtle el Grande, 2,4 km norr om Agua Salada. Trakten runt Agua Salada består i huvudsak av gräsmarker.